# Heroes of Newerth
Heroes of Newerth  (HoN) är ett datorspel från 2010 utvecklat och utgivet av den amerikanska indiestudion S2 Games. 
Spelet är inspirerat av Warcraft III-kartan Defense of the Ancients (DotA) och släpptes den 12 maj 2010. Något som utmärker spelet är att det bara går att spela online, i så kallad multiplayer, och att en typisk match spelas av tio personer i två lag om fem mot fem. Spelet utvecklades till en multiplattform och stöds av Windows, Linux och Mac OS. Heroes of Newerth blev den 29 juli 2011 gratis att spela (free-to-play) för alla spelare. Sedan maj 2015 är dock Frostburn Studios officiella utvecklare av Heroes of Newerth.

## Gameplay
Heroes of Newerth är starkt inspirerat av Warcraft III-kartan Defense of the Ancients. Spelet fungerar precis på samma sätt: Två lag (i Heroes of Newerth kallas de Hellbourne och Legion) möter varandra, oftast i lag med fem spelare i varje lag (men andra varianter finns). Spelet går ut på att förstöra motståndarlagets huvudbyggnad som finns i deras basläger och är vaktat av flera torn som man först måste besegra. Till sin hjälp har båda lagen så kallade "creeps", datorgenererade monster som automatiskt försöker ta sig till motståndarlagets huvudbyggnad och förstöra den. Dessa monster attackerar alla fientliga hjältar och byggnader som de möter på vägen. Om inte spelarna lägger sig i striderna mellan dessa monster uppstår en jämvikt, där ingen av sidans baser tar skada.
Som spelare kontrollerar man en av totalt 129 hjältar, var och en med skilda specialkrafter. Hjältarna blir starkare och starkare ju längre matchen pågår, då de får erfarenhetspoäng av att döda monster och andra hjältar. 
Spelaren får dessutom pengar, dels automatiskt under spelets gång och dels genom att dela ut sista slaget på antingen motståndarnas hjältar, monster eller byggnader. Pengarna kan användas till att förbättra hjältarna, köpa utrustning och vapen som förbättrar spelarens hjälte genom att till exempel öka skadan den gör, eller ge dem en ny förmåga eller öka deras liv. 
Hjältarna i de olika lagen är i strid med varandra och dödar man en hjälte får man en viss summa guld medan motståndaren förlorar en summa guld. Den spelare vars hjälte blir dödad tas temporärt ut ur spelet i ett antal sekunder, och missar då värdefull tid. Detta gör att lagspel blir viktigt, eftersom en ensam hjälte enkelt kan tas ut av motståndarlaget, vilket lämnar laget som förlorade en hjälte i underläge under en tidsperiod.

## Historia
Omkring juli 2008 kom en webbsida som innehöll en logotyp där det stod "Heroes of Newerth" upp. S2 Games logotyp fanns på sidan, som hittades av en forummedlem som postade länken till sidan på Savage 2: A Tortured Soul-forumen. S2 Games medarbetaren Marc "Maliken" DeForest och en del andra anställda bekräftade informellt på samma forum att S2 Games höll på att utveckla företagets tredje datorspelstitel. 
I april 2009 kom en betaversion och det bekräftades att spelet är starkt baserat på Warcraft III-kartan Defense of the Ancients (DotA). Den 22 augusti 2009 öppnades möjligheten för spelets betatestare att förboka spelet. Förmåner vid förbokning inkluderade att man kunde reservera sitt spelarnamn, få en viss ikon vid sitt namn och att man fick extra betanycklar att dela ut. Spelets betafas var mycket aktiv med många deltagande betatestare och förbättringar till spelet (såsom nya hjältar och funktioner). Spelet sades ha förbättrats gentemot förlagan, med till exempel bättre grafik, inbyggt stöd för voice-over-IP och förbättrat flerspelarläge.
En månad innan release fanns matchmaking samt öppen beta på HoN. Den 12 maj att började man ta betalt för spelet. Man tog bort alla spelarnamn och tidigare status och det kostade en engångsavgift på $30 om man valde att köpa spelet.
Den 14 december 2010 släpptes version 2.0, som bland annat inkluderar en karteditor, en matchmakingfunktion för att skapa lag, en "in-game store", en uppfräschning av spelgränssnittet samt det nya spelläget Casual Mode.
Spelet uppdateras kontinuerligt genom så kallade patchar. I och med dessa förbättras balansen på både hjältar och föremål, och nya hjältar och föremål introduceras.

## Hjältar
I Heroes of Newerth har spelutvecklarna tagit en del hjältar från  Warcraft III-kartan Defense of the Ancients, varav vissa är direkta kopior medan andra endast delar vissa likheter med dem. Spelutvecklarna har dock lagt till en stor del egna hjältar, och fokuserar nu helt på egenutvecklade hjältar.

## Speltyper och inställningar
Det finns olika speltyper och inställningar som skaparen av en match ställer in innan denne startar ett nytt spel. De olika speltyperna och inställningarna avgör bland annat hur man väljer hjältar, vilken karta man spelar, hur mycket guld man får per minut samt hur stora lagen ska vara. 
Spelare kan bli utkastade från spelet om de till exempel beter sig illa. Det sker genom ett röstsystem. Oftast måste alla andra i spelet gå med på att en spelare ska kastas ut ur spelet för att det ska ske, men det finns undantag. Om spelaren inte varit aktiv de senaste fem minuterna bestämmer spelarens lagkamrater över om spelaren ska kastas ut, och då behövs bara tre röster.

### Kartor
Det finns för närvarande fem olika kartor man kan spela på och de är: Forests of Caldavar, Darkwood Vale, Grimm's Crossing, Watchtower och Mid Wars.
Forests of Caldavar är den populäraste kartan och var den första som fanns i spelet. Kartan ser i stort sett ut som kartan i DotA.
Mid Wars är det nyaste tillskottet till spelet och kan endast spelas med speltypen Blind Ban.

### Speltyper
Några olika speltyper i Heroes of Newerth är:
All Pick: Spelarna kan välja en hjälte utan restriktioner, alla hjältar är tillgängliga. Den som väljer först får hjälten, det finns ingen turordning.
All Random: Spelare tilldelas en slumpmässigt utvald hjälte.
Single Draft: Spelare har tre hjältar att välja mellan, en från varje klass: styrka, intelligens och kvickhet.
Banning Draft: Likt All Random, förutom att ledaren i varje lag väljer bort vissa hjältar som inte får användas under spelet.
Banning Pick: Här finns alla hjältar i spelet tillgängliga, dock bannlyser ledaren i varje lag fyra hjältar vardera. Efter det väljs hjältar i turordning.
Blind Ban: Är ungefär som en blandning av Banning Pick och All Pick, lagens ledare bannlyser tre hjältar var men kan inte se vad den andre bannlyser. Efter bannlysningen väljer alla spelare hjälte precis som i All Pick. Denna speltyp finns bara tillgänglig på kartan Mid Wars och är även den enda som går att spela där.

### Fotnoter
1. ↑  ”Heroes of Newerth numer gratis att spela”. http://www.fz.se/artiklar/nyheter/20110730/heroes-of-newerth-numer-free-to-play. Läst 2 augusti 2011.
2. ↑  http://www.firingsquad.com/news/newsarticle.asp?searchid=21868 Arkiverad 13 december 2011 hämtat från the Wayback Machine. Firing Squad. Källan tagen från 2009-07-16.